# مالتا، اتریش
مالتا  (به آلمانی: Malta) یک منطقهٔ مسکونی در اتریش است که در ناحیه اشپیتال آن در دراو واقع شده‌است. مالتا  ۲٬۱۸۵ نفر جمعیت دارد.